# Салангана
Салангана (лат. Collocalia esculenta) је врста чиопе, птица је која живи на стрмим морским обалама Далеког истока. Има је у Аустралији, Брунеју, на Божићном острву, у Индији, Индонезији, Малезији, Бурми, Новој Каледонији, Папуа Новој Гвинеји, на Филипинима, Андаманским острвима, Соломоновим острвима, у Сингапуру, Тајланду и Вануатуу. Назив је добила по острву Саланг, западно од полуострва Малаке.

## Опис
Има тамномрко перје, дугачка крила и кратак, четвртаст реп. Дужине је између 9 и 11,5 центиметара.
Живи у бројним колонијама на стрмим литицама и на острвима где има дубоких пећина и провалија. Кроз уске просеке између стена лети оријентишући се помоћу сонара, као слепи мишеви: испушта оштре крике, а њено осетљиво ухо хвата одјек и тако одређује удаљеност препреке.
Њене пљувачне жлезде луче густу пљувачку која се на ваздуху стврдњава. Лепећи слој на слој, салангана прави гнездо карактеристичног облика прилепљеног на глатки зид литице.

## Гнездо као храна
Гнездо салангане, познато под именом „ластавичје гнездо“, представља специјалитет кинеске кухиње. Сакупљање тих гнезда, која се увек налазе на неприступачним местима, мучан је и опасан посао. Међутим, велика потражња и висока цена подстичу становнике приобалних крајева да и даље упражњавају необично ризичан лов на ова гнезда. Најчешће се служе кувана у јакој говеђој или живинској супи. Претходно се морају припремити и ослободити остатака птичјег перја и друге садржине.

## Галерија
- Салангана
- Collocalia esculenta
- Салангана у лету
- Јаја салангане

## Систематика
Ова врста обухвата следеће 32 подврсте:
- Collocalia esculenta affinis
- Collocalia esculenta albidior
- Collocalia esculenta amethystina
- Collocalia esculenta bagobo
- Collocalia esculenta becki
- Collocalia esculenta cyanoptila
- Collocalia esculenta desiderata
- Collocalia esculenta elachyptera
- Collocalia esculenta erwini
- Collocalia esculenta esculenta
- Collocalia esculenta hypogrammica
- Collocalia esculenta isonota
- Collocalia esculenta kalili
- Collocalia esculenta makirensis
- Collocalia esculenta manadensis
- Collocalia esculenta marginata
- Collocalia esculenta minuta
- Collocalia esculenta misimae
- Collocalia esculenta natalis
- Collocalia esculenta neglecta
- Collocalia esculenta nitens
- Collocalia esculenta numforensis
- Collocalia esculenta oberholseri
- Collocalia esculenta perneglecta
- Collocalia esculenta septentrionalis
- Collocalia esculenta spilogaster
- Collocalia esculenta spilura
- Collocalia esculenta stresemanni
- Collocalia esculenta sumbawae
- Collocalia esculenta tametamele
- Collocalia esculenta uropygialis
- Collocalia esculenta vanderbilti